# Beit Khallaf
Beit Khallaf oppure Bet Khallâf è una località vicina all'antica Thinis ed a venti chilometri a nord di Abido, nell'Egitto centrale. È un luogo di importanza archeologica per la presenza di una necropoli in cui spiccano cinque mastabe risalenti alla terza dinastia (2700-2630 a.C.), denominate K1, K2, K3, K4 e K5, dove K significa Khallaf. Furono scoperte e studiate da John Garstang nei primi anni del ventesimo secolo.
La mastaba K1 è la più grande ed è disposta su due piani.. Ha una base di 86 x 45 metri ed un'altezza di 9 metri; sotto la base di pietra, inoltre, c'è una sottostruttura che raggiunge i diciannove metri di profondità. Il volume totale della costruzione è di circa 38.000 metri cubi, un terzo dei quali sono materiale di riempimento (sabbia e pietre). Sono stati utilizzati circa 300 mattoni al metro cubo (i muri perimetrali e quelli intorno ai pozzi di accesso sono spessi due metri), 7,5 milioni in totale. Nella camera funeraria furono ritrovati i resti del sovrano Djoser Netjerykhet, il cui nome è impresso in un centinaio di sigilli d'argilla come quello di Cheope.. Sono menzionati anche Nimaathapi, la madre di Netjerykhet, e Peribsen, sovrano della seconda dinastia che governò cinquant'anni prima, oltre ai nomi dei sacerdoti e del capo del vigneto reale. Furono rinvenuti anche un centinaio di piatti utilizzati per le offerte nella scala d'accesso, poi bloccata con fango e pietre.
Questa mastaba venne iniziata dal sovrano Djoser per la sua sepoltura ma per il successivo trasferimento della capitale da Thinis a Menfi decise di realizzare il suo complesso funerario a Saqqara.
La mastaba K2 è più piccola e fu eretta per ospitare il corpo del re Sanakhte come dimostrerebbero i sigilli ritrovati.